# 杓鹬窄体吸虫
杓鹬窄体吸虫（学名：Lyperosomum kronschnepi）为双腔科窄体属的动物。分布于俄罗斯以及中国大陆的福建、福州等地，营寄生生活，终末宿主白腰灼鹬、青脚鹬，寄生于肝脏以及胆管。